# Ľubomír Luhový
Ľubomír Luhový (ur. 31 marca 1967 w Powaskiej Bystrzycy) – słowacki piłkarz  grający na pozycji napastnika. W swojej karierze 9 razy wystąpił w reprezentacji Słowacji i 2 razy w reprezentacji Czechosłowacji.

## Kariera klubowa
Karierę piłkarską Luhový rozpoczął w klubie Gumárne Púchov. W 1985 roku awansował do kadry pierwszej drużyny i w sezonie 1985/1986 zadebiutował w niej wówczas w drugiej lidze czechosłowackiej. W trakcie sezonu odszedł do pierwszoligowego Interu Bratysława, z którym wiosną 1986 spadł do drugiej ligi. Następnie latem tamtego roku przeszedł do Dukli Bańska Bystrzyca, w której grał przez dwa sezony. W 1988 roku wrócił do Interu Bratysława i występował w nim przez kolejne dwa lata. W 1990 roku zdobył z nim Puchar Słowacji. W sezonie 1989/1990 był z 20 golami królem strzelców ligi.
W 1990 roku Luhový odszedł do drugoligowego francuskiego klubu FC Martigues. Przez 2 lata był jego najlepszym strzelcem i strzelił łącznie 33 gole.
Latem 1992 Luhový powrócił do Interu Bratysława. W 1994 roku przeszedł do japońskiej Urawy Red Diamonds i przez rok grał w J-League. Na początku 1995 roku po raz kolejny został piłkarzem Interu Bratysława i w tym samym roku zdobył z nim Puchar Słowacji. W Interze grał do 1997 roku.
Kolejnym klubem w karierze Luhovego był Spartak Trnawa, w którym grał w sezonie 1997/1998 i zdobył z nim wówczas puchar kraju. W barwach Spartaka z 17 golami został królem strzelców ligi. W latach 1998–2000 Słowak był piłkarzem austriackiego Grazer AK. W 2000 roku wygrał z nim Puchar Austrii i Superpuchar Austrii. Latem 2000 wrócił do ojczyzny i przez rok grał w Artmedii Petržalka, w której zakończył karierę.
| Sezon   | Klub                   | Kraj           | Rozgrywki  | Mecze | Bramki |
| ------- | ---------------------- | -------------- | ---------- | ----- | ------ |
| 1985/86 | Gumárne Púchov         | Czechosłowacja | II. liga   | 11    | 0      |
| 1985/86 | Inter Bratysława       | Czechosłowacja | I. liga    | 5     | 0      |
| 1986/87 | Dukla Bańska Bystrzyca | Czechosłowacja | I. liga    | 3     | 0      |
| 1987/88 | Dukla Bańska Bystrzyca | Czechosłowacja | I. liga    | 12    | 3      |
| 1988/89 | Inter Bratysława       | Czechosłowacja | I. liga    | 23    | 5      |
| 1989/90 | Inter Bratysława       | Czechosłowacja | I. liga    | 30    | 20     |
| 1990/91 | FC Martigues           | Francja        | Ligue 2    | 31    | 16     |
| 1991/92 | FC Martigues           | Francja        | Ligue 2    | 33    | 17     |
| 1992/93 | Inter Bratysława       | Czechosłowacja | I. liga    | 28    | 17     |
| 1993/94 | Inter Bratysława       | Słowacja       | I. liga    | 16    | 12     |
| 1994    | Urawa Red Diamonds     | Japonia        | J-League   | 16    | 8      |
| 1994/95 | Inter Bratysława       | Słowacja       | I. liga    | 9     | 3      |
| 1995/96 | Inter Bratysława       | Słowacja       | I. liga    | 27    | 10     |
| 1996/97 | Inter Bratysława       | Słowacja       | I. liga    | 20    | 9      |
| 1997/98 | Spartak Trnawa         | Słowacja       | I. liga    | 24    | 17     |
| 1998/99 | Grazer AK              | Austria        | Bundesliga | 21    | 3      |
| 1999/00 | Grazer AK              | Austria        | Bundesliga | 0     | 0      |
| 2000/01 | Artmedia Petržalka     | Słowacja       | I. liga    | 6     | 1      |

## Kariera reprezentacyjna
W reprezentacji Czechosłowacji Luhový zadebiutował 4 kwietnia 1990 w przegranym 0:1 towarzyskim meczu z Egiptem. Od 1990 do 1993 roku rozegrał w kadrze Czechosłowacji 2 mecze.
Po rozpadzie Czechosłowacji Luhový zaczął grać w reprezentacji Słowacji. Zadebiutował w niej 22 lutego 1995 roku w przegranym 0:5 towarzyskim meczu z Brazylią. W swojej karierze grał m.in. w eliminacjach do MŚ 1994 i MŚ 1998. W kadrze Słowacji od 1995 do 1998 roku rozegrał łącznie 9 meczów.
| Mecze i gole w reprezentacji | Mecze i gole w reprezentacji | Mecze i gole w reprezentacji      | Mecze i gole w reprezentacji | Mecze i gole w reprezentacji | Mecze i gole w reprezentacji | Mecze i gole w reprezentacji |
| #                            | Data                         | Stadion                           | Rywal                        | Wynik                        | Gol                          | Rozgrywki                    |
| Czechosłowacja               | Czechosłowacja               | Czechosłowacja                    | Czechosłowacja               | Czechosłowacja               | Czechosłowacja               | Czechosłowacja               |
| 1990                         | 1990                         | 1990                              | 1990                         | 1990                         | 1990                         | 1990                         |
| ---------------------------- | ---------------------------- | --------------------------------- | ---------------------------- | ---------------------------- | ---------------------------- | ---------------------------- |
| 1.                           | 04.04.1990                   | Brno, Czechosłowacja              | Egipt                        | 0:1                          | 0                            | towarzyski                   |
| 1993                         |                              |                                   |                              |                              |                              |                              |
| 2.                           | 28.04.1993                   | Ostrawa, Czechosłowacja           | Walia                        | 1:1                          | 0                            | el. MŚ 1994                  |
| Słowacja                     |                              |                                   |                              |                              |                              |                              |
| 1995                         |                              |                                   |                              |                              |                              |                              |
| 1.                           | 22.02.1995                   | Fortaleza, Brazylia               | Brazylia                     | 0:5                          | 0                            | towarzyski                   |
| 2.                           | 08.03.1995                   | Koszyce, Słowacja                 | Rosja                        | 2:1                          | 0                            | towarzyski                   |
| 1996                         |                              |                                   |                              |                              |                              |                              |
| 3.                           | 13.11.1996                   | Santa Cruz de Tenerife, Hiszpania | Hiszpania                    | 1:4                          | 0                            | el. MŚ 1998                  |
| 1997                         |                              |                                   |                              |                              |                              |                              |
| 4.                           | 10.09.1997                   | Bratysława, Słowacja              | Jugosławia                   | 1:1                          | 0                            | el. MŚ 1998                  |
| 5.                           | 24.09.1997                   | Bratysława, Słowacja              | Hiszpania                    | 1:2                          | 0                            | el. MŚ 1998                  |
| 1998                         |                              |                                   |                              |                              |                              |                              |
| 6.                           | 28.01.1998                   | Katania, Włochy                   | Włochy                       | 0:3                          | 0                            | towarzyski                   |
| 7.                           | 06.02.1998                   | Limassol, Cypr                    | Słowenia                     | 1:1                          | 0                            | towarzyski                   |
| 8.                           | 07.02.1998                   | Limassol, Cypr                    | Islandia                     | 2:1                          | 0                            | towarzyski                   |
| 9.                           | 09.02.1998                   | Larnaka, Cypr                     | Finlandia                    | 2:0                          | 0                            | towarzyski                   |